# Дубровка (приток Днепра)
Дубровка или Ковпыта (укр. Дубровка) — левый приток протока Старый Днепр реки Днепра, протекающий по Черниговскому району (Черниговская область, Украина).

## География
Длина — 25 км. Русло реки в среднем течении (село Ковпыта) находится на высоте 123,4 м над уровнем моря.
Берёт начало в села Линея (Черниговский район). Река течёт на юго-запад, далее — северо-запад, в приустьевой части вновь делает поворот и течёт на юг. Впадает в озеро Старик, которое сообщается с протоком Старый Днепр реки Днепра, западнее села Старик (Черниговский райо).
Русло, кроме приустьевого участка, выпрямлено в канал (канализировано), шириной 8-9 м и шириной 1,4—1,7 м (достигает в среднем течении ширины 12 м и глубины 1,8 м). Пойма реки преобразована созданной сетью каналов с магистральным каналом, которым служит русло реки. На реке нет прудов.
Пойма занята очагами лесами и лесополосами, в приустьевой части — заболоченными участками с лугами.
Притоки:
Безымянные ручьи.
Населённые пункты на реке (от истока до устья):
1. Ковпыта
2. Шульговка
3. Днепровское
4. Шмаевка
5. Старик